# Championnats de Norvège de cyclisme sur route
Les championnats de Norvège de cyclisme sur route sont disputés tous les ans.

## Hommes

### Podiums de la course en ligne
| Année     | Vainqueur               | Deuxième             | Troisième              |              |
| --------- | ----------------------- | -------------------- | ---------------------- | ------------ |
| 1940      | Odd Westbye             |                      |                        |              |
| 1941-1945 | Non-disputés            | Non-disputés         | Non-disputés           | Non-disputés |
| 1946      | Leif Ekås               |                      |                        |              |
| 1947      | Erling Kristiansen      |                      |                        |              |
| 1948      | Per Thorkildsen         |                      |                        |              |
| 1949      | Erling Kristiansen      |                      |                        |              |
| 1950      | Arild Andersen          |                      |                        |              |
| 1951      | Odd Berg                |                      |                        |              |
| 1952      | Odd Berg                |                      |                        |              |
| 1953      | Erling Kristiansen      |                      |                        |              |
| 1954      | Kjell Pedersen          |                      |                        |              |
| 1955      | Odd Berg                |                      |                        |              |
| 1956      | Kåre Vårvik             |                      |                        |              |
| 1957      | Aage Kjelstrup          |                      |                        |              |
| 1958      | Kjell Pedersen          |                      |                        |              |
| 1959      | Trygve Lullau           |                      |                        |              |
| 1960      | Per Digerud             |                      |                        |              |
| 1961      | Per Digerud             |                      |                        |              |
| 1962      | Fredrik Kveil           |                      |                        |              |
| 1963      | Fredrik Kveil           |                      |                        |              |
| 1964      | Per Digerud             |                      |                        |              |
| 1965      | Cato Nordbeck           |                      |                        |              |
| 1966      | Karl Helland            |                      |                        |              |
| 1967      | Tore Milsett            |                      |                        |              |
| 1968      | Tore Milsett            |                      |                        |              |
| 1969      | Thorleif Andresen       |                      |                        |              |
| 1970      | Tom Martin Biseth       |                      |                        |              |
| 1971      | Thorleif Andresen       |                      |                        |              |
| 1972      | Knut Knudsen            |                      |                        |              |
| 1973      | Knut Knudsen            |                      |                        |              |
| 1974      | Tom Martin Biseth       |                      |                        |              |
| 1975      | Svein Langholm          |                      |                        |              |
| 1976      | Magne Orre              |                      |                        |              |
| 1977      | Geir Digerud            |                      |                        |              |
| 1978      | Geir Digerud            |                      |                        |              |
| 1979      | Geir Digerud            |                      |                        |              |
| 1980      | Jon Rangfred Hanssen    |                      |                        |              |
| 1981      | Morten Sæther           |                      |                        |              |
| 1982      | Ole Kristian Silseth    |                      |                        |              |
| 1983      | Morten Sæther           |                      |                        |              |
| 1984      | Dag Otto Lauritzen      |                      |                        |              |
| 1985      | Atle Pedersen           |                      |                        |              |
| 1986      | Atle Pedersen           |                      |                        |              |
| 1987      | Jørn Skaane             |                      |                        |              |
| 1988      | Erik Johan Sæbø         |                      |                        |              |
| 1989      | Finn Vegard Nordhagen   |                      |                        |              |
| 1990      | Bjørn Stenersen         |                      |                        |              |
| 1991      | Bo André Namtvedt       |                      |                        |              |
| 1992      | Dag Erik Pedersen       |                      |                        |              |
| 1993      | Johnny Sæther           |                      |                        |              |
| 1994      | Steffen Kjærgaard       |                      |                        |              |
| 1995      | Bo André Namtvedt       |                      |                        |              |
| 1996      | Frode Flesjå            | Andrè Kjærgård       | Trond Kristian Karlsen |              |
| 1997      | Kurt Asle Arvesen       | Bjørnar Vestøl       | Ole-Sigurd Simensen    |              |
| 1998      | Kurt Asle Arvesen       | Egil Endersen        | Robertino Ivanov       |              |
| 1999      | Sven-Gaute Holestol     | Mads Kaggestad       | Oyvind Karlbom         |              |
| 2000      | Rune Jogert             | Bjørnar Vestøl       | Gisle Vikoyr           |              |
| 2001      | Erlend Engelsvoll       | Gabriel Rasch        | Morten Christiansen    |              |
| 2002      | Kurt Asle Arvesen       | Steffen Kjærgaard    | Thor Hushovd           |              |
| 2003      | Gabriel Rasch           | Morten Hegreberg     | Roar Fröseth           |              |
| 2004      | Thor Hushovd            | Kurt Asle Arvesen    | Morten Hegreberg       |              |
| 2005      | Morten Christiansen     | Andreas Sand         | Morten Hegreberg       |              |
| 2006      | Lars Petter Nordhaug    | Edvald Boasson Hagen | Roy Hegreberg          |              |
| 2007      | Alexander Kristoff      | Thor Hushovd         | Frederik Wilmann       |              |
| 2008      | Kurt Asle Arvesen       | Stian Remme          | Lars Petter Nordhaug   |              |
| 2009      | Kurt Asle Arvesen       | Alexander Kristoff   | Thor Hushovd           |              |
| 2010      | Thor Hushovd            | Christer Rake        | Roy Hegreberg          |              |
| 2011      | Alexander Kristoff      | Vegard Stake Laengen | Thor Hushovd           |              |
| 2012      | Edvald Boasson Hagen    | Lars Petter Nordhaug | Alexander Kristoff     |              |
| 2013      | Thor Hushovd            | Alexander Kristoff   | Edvald Boasson Hagen   |              |
| 2014      | Tormod Hausken Jacobsen | Filip Eidsheim       | Odd Christian Eiking   |              |
| 2015      | Edvald Boasson Hagen    | Odd Christian Eiking | Vegard Stake Laengen   |              |
| 2016      | Edvald Boasson Hagen    | Alexander Kristoff   | Kristoffer Halvorsen   |              |
| 2017      | Rasmus Tiller           | Sven Erik Bystrøm    | Bjørnar Øverland       |              |
| 2018      | Vegard Stake Laengen    | Rasmus Tiller        | Kristian Aasvold       |              |
| 2019      | Amund Grøndahl Jansen   | Andreas Leknessund   | Carl Fredrik Hagen     |              |
| 2020      | Sven Erik Bystrøm       | Jonas Hvideberg      | Carl Fredrik Hagen     |              |
| 2021      | Tobias Foss             | Anders Skaarseth     | Kristian Aasvold       |              |
| 2022      | Rasmus Tiller           | Alexander Kristoff   | Edvald Boasson Hagen   |              |
| 2023      | Fredrik Dversnes        | Alexander Kristoff   | Jonas Abrahamsen       |              |
| 2024      | Markus Hoelgaard        | Fredrik Dversnes     | Rasmus Tiller          |              |

Multi-titrés
- 5 : Kurt Asle Arvesen

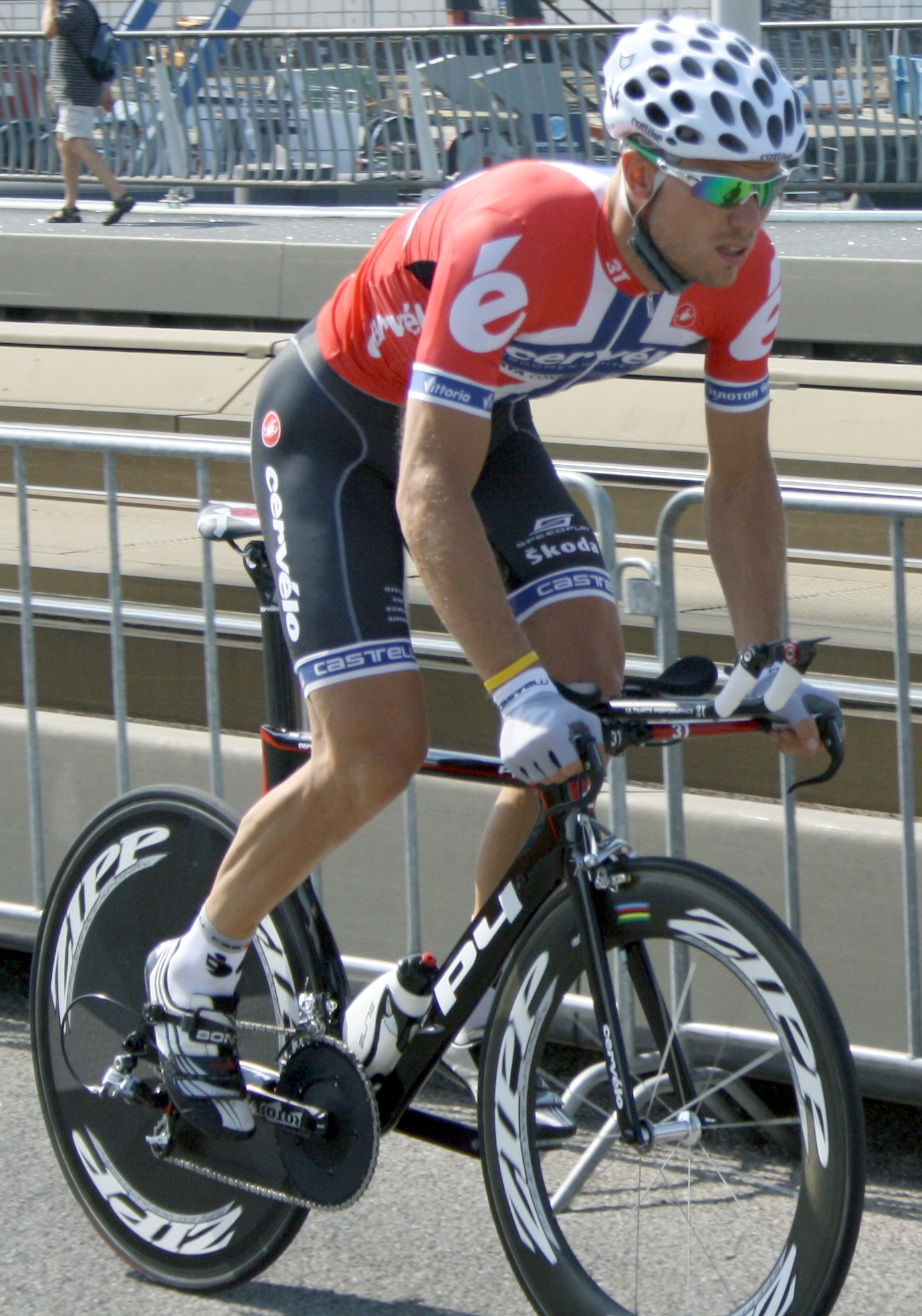
Thor Hushovd en 2010.

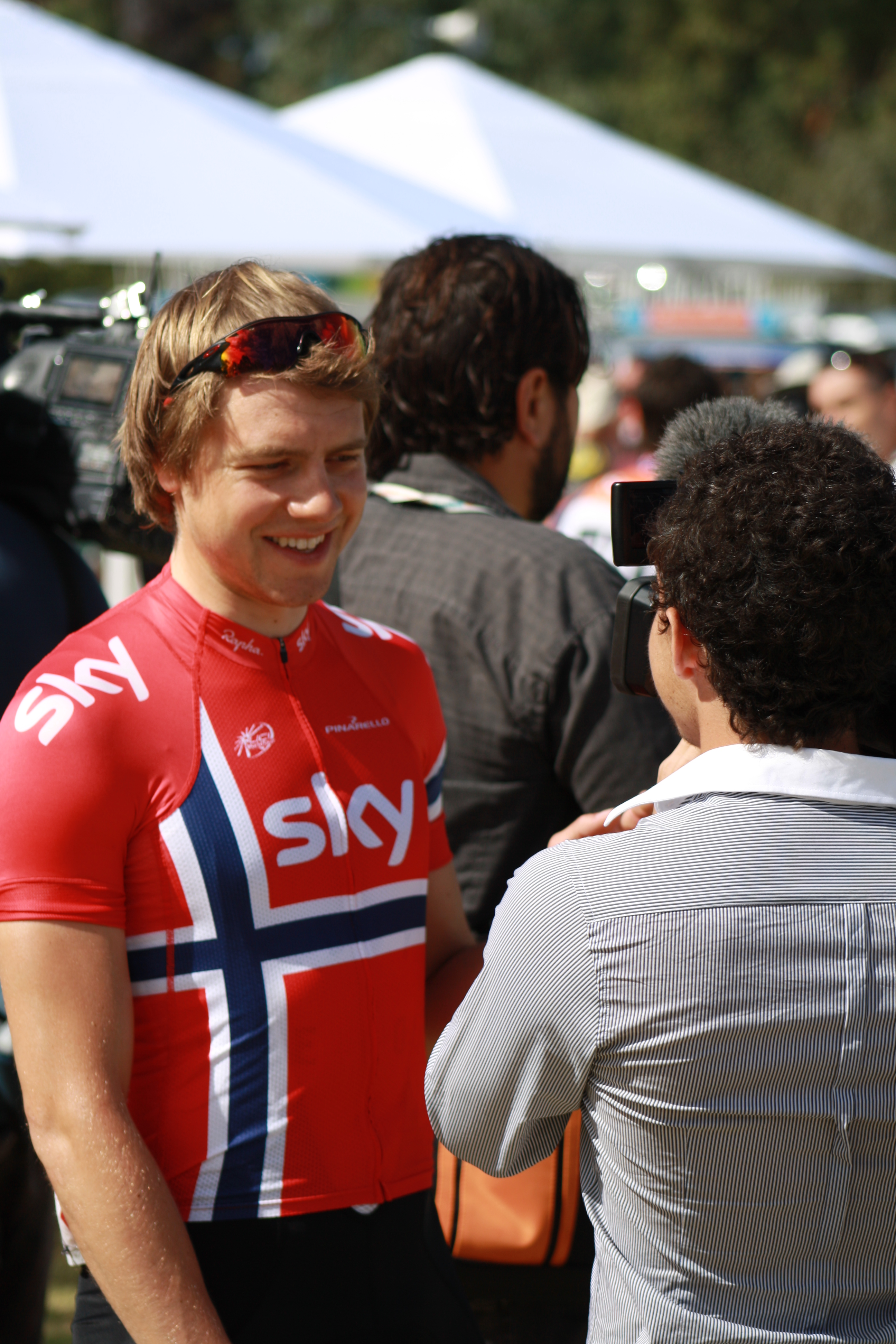
Edvald Boasson Hagen en 2013

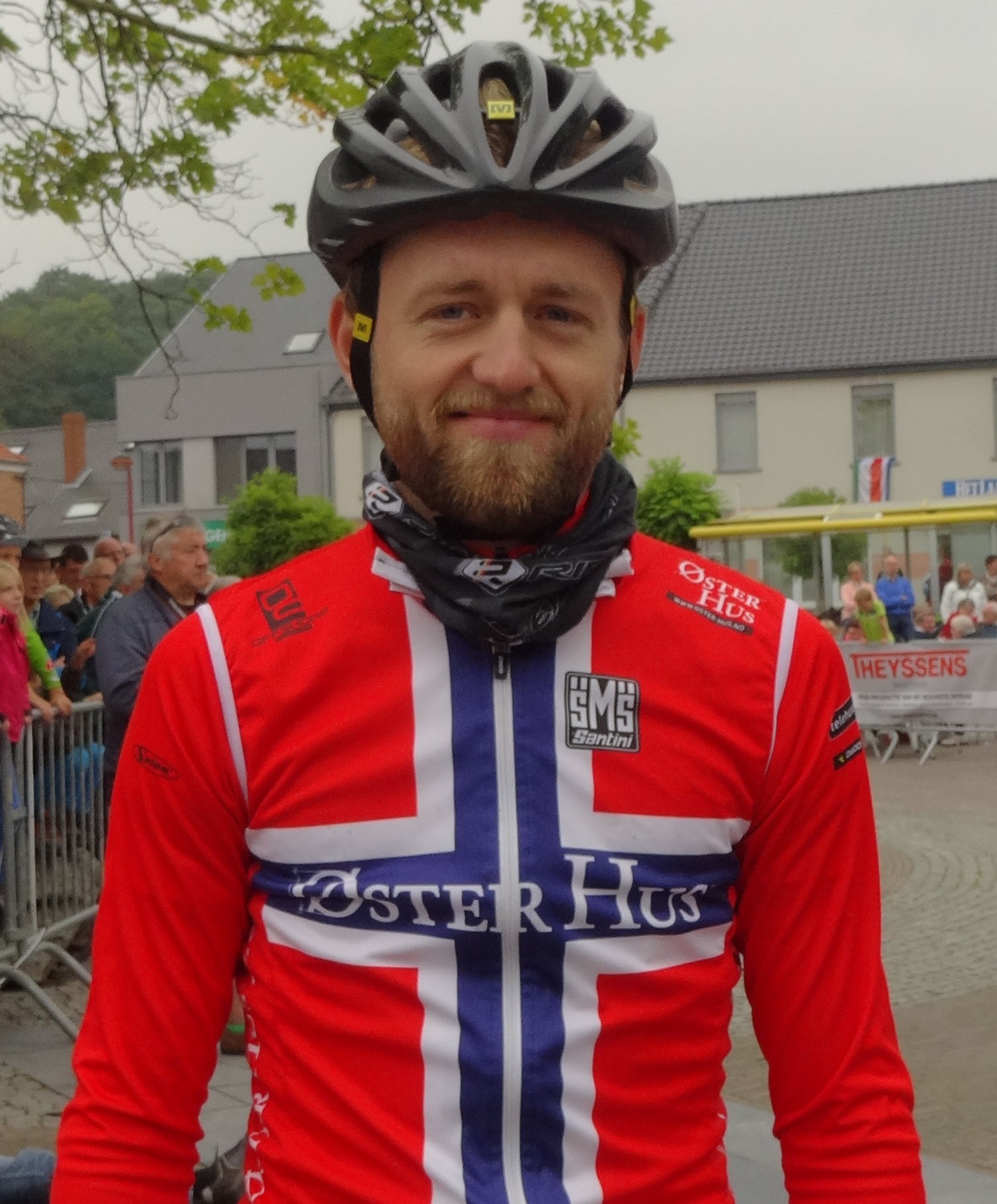
Tormod Hausken Jacobsen arborant à Druivenkoers Overijse 2014 son maillot de champion de Norvège de cyclisme sur route.

- 3 : Odd Berg, Edvald Boasson Hagen, Geir Digerud, Per Digerud, Thor Hushovd, Erling Kristiansen
- 2 : Thorleif Andresen, Tom Martin Biseth,  Knut Knudsen, Alexander Kristoff, Fredrik Kveil, Tore Milsett, Atle Pedersen, Kjell Pedersen,  Morten Sæther, Rasmus Tiller

### Podiums du contre-la-montre
| Année     | Vainqueur                | Deuxième               | Troisième              |              |
| --------- | ------------------------ | ---------------------- | ---------------------- | ------------ |
| 1921      | Ole Moen                 |                        |                        |              |
| 1922      | James Kristiansen        |                        |                        |              |
| 1923      | Sverre Aune              |                        |                        |              |
| 1924      | Reidar Raaen             |                        |                        |              |
| 1925      | Egil Reichborn-Kjennerud |                        |                        |              |
| 1926      | Olav Moxness             |                        |                        |              |
| 1927      | Trond Svendsen           |                        |                        |              |
| 1928      | Olav Moxness             |                        |                        |              |
| 1929      | Ragnvald Martinsen       |                        |                        |              |
| 1930      | Trond Svendsen           |                        |                        |              |
| 1931      | Ragnvald Martinsen       |                        |                        |              |
| 1932      | Ragnar Johansen          |                        |                        |              |
| 1933      | Reidar Hansen            |                        |                        |              |
| 1934      | Ragnvald Martinsen       |                        |                        |              |
| 1935      | Roald Stenersen          |                        |                        |              |
| 1936      | Ragnvald Martinsen       |                        |                        |              |
| 1937      | Ragnar Johansen          |                        |                        |              |
| 1938      | Leif Ekås                |                        |                        |              |
| 1939      | Aage Myhrvold            |                        |                        |              |
| 1940      | Aage Myhrvold            |                        |                        |              |
| 1941-1945 | Non-disputés             | Non-disputés           | Non-disputés           | Non-disputés |
| 1946      | Aage Myhrvold            |                        |                        |              |
| 1947      | Aage Myhrvold            |                        |                        |              |
| 1948      | Erling Kristiansen       |                        |                        |              |
| 1949      | Aage Myhrvold            |                        |                        |              |
| 1950      | Kjell Pedersen           |                        |                        |              |
| 1951      | Non-disputé              | Non-disputé            | Non-disputé            | Non-disputé  |
| 1952      | Aage Myhrvold            |                        |                        |              |
| 1953      | Aage Myhrvold            |                        |                        |              |
| 1954      | Arthur Borge             |                        |                        |              |
| 1955      | Per Digerud              |                        |                        |              |
| 1956      | Roald Aas                |                        |                        |              |
| 1957      | Per Digerud              |                        |                        |              |
| 1958      | Per Digerud              |                        |                        |              |
| 1959      | Jan Bakke                |                        |                        |              |
| 1960      | Jan Bakke                |                        |                        |              |
| 1961      | Per Digerud              |                        |                        |              |
| 1962      | Per Digerud              |                        |                        |              |
| 1963      | Jan Bakke                |                        |                        |              |
| 1964      | Thorleif Andresen        |                        |                        |              |
| 1965      | Jan Helland              |                        |                        |              |
| 1966      | Knut Eie                 |                        |                        |              |
| 1967      | Cato Nordbeck            |                        |                        |              |
| 1968      | Nils Algerøy             |                        |                        |              |
| 1969      | Leif Yli                 |                        |                        |              |
| 1970      | Arve Haugen              |                        |                        |              |
| 1971      | Dag Linnestad            |                        |                        |              |
| 1972      | Knut Knudsen             |                        |                        |              |
| 1973      | Knut Knudsen             |                        |                        |              |
| 1974      | Willie Pedersen          |                        |                        |              |
| 1975      | Geir Digerud             |                        |                        |              |
| 1976      | Geir Digerud             |                        |                        |              |
| 1977      | Geir Digerud             |                        |                        |              |
| 1978      | Geir Digerud             |                        |                        |              |
| 1979      | Geir Digerud             |                        |                        |              |
| 1980      | Geir Digerud             |                        |                        |              |
| 1981      | Morten Sæther            |                        |                        |              |
| 1982      | Ole Silseth              |                        |                        |              |
| 1983      | Morten Sæther            |                        |                        |              |
| 1984      | Arnstein Raunehaug       |                        |                        |              |
| 1985      | Torjus Larsen            |                        |                        |              |
| 1986      | Jaanus Kuum              |                        |                        |              |
| 1987      | Morten Sæther            |                        |                        |              |
| 1988      | Jørn Skaane              |                        |                        |              |
| 1989      | Bjørn Stenersen          |                        |                        |              |
| 1990      | Dag Otto Lauritzen       |                        |                        |              |
| 1991      | Bjørn Stenersen          |                        |                        |              |
| 1992      | Bjørn Stenersen          |                        |                        |              |
| 1993      | Leif Eriksen             |                        |                        |              |
| 1994      | Stig Kristiansen         |                        |                        |              |
| 1995      | Ole Simensen             |                        |                        |              |
| 1996      | Steffen Kjærgaard        |                        |                        |              |
| 1997      | Steffen Kjærgaard        | Svein-Gaute Hoelestoel | Stig Kristiansen       |              |
| 1998      | Steffen Kjærgaard        | Sven-Gaute Holestol    | Stig Kristiansen       |              |
| 1999      | Steffen Kjærgaard        | Bjørnar Vestøl         | Sven-Gaute Holestol    |              |
| 2000      | Sven-Gaute Holestol      | Bjørnar Vestøl         | Stig Kristiansen       |              |
| 2001      | Kurt Asle Arvesen        | Geir Lien              | Mads Kaggestad         |              |
| 2002      | Thor Hushovd             | Steffen Kjærgaard      | Bjørnar Vestøl         |              |
| 2003      | Steffen Kjærgaard        | Kurt Asle Arvesen      | Bjørnar Vestøl         |              |
| 2004      | Thor Hushovd             | Kurt Asle Arvesen      | Terje Tho              |              |
| 2005      | Thor Hushovd             | Kurt Asle Arvesen      | Knut-Anders Fostervold |              |
| 2006      | Kurt Asle Arvesen        | Kjetil Ingvaldsen      | Knut-Anders Fostervold |              |
| 2007      | Edvald Boasson Hagen     | Anders Fostervold      | Kurt Asle Arvesen      |              |
| 2008      | Edvald Boasson Hagen     | Geir Lien              | Knut Anders Fostervold |              |
| 2009      | Edvald Boasson Hagen     | Kurt Asle Arvesen      | Frederik Wilmann       |              |
| 2010      | Edvald Boasson Hagen     | Reidar Borgersen       | Stian Saugstad         |              |
| 2011      | Edvald Boasson Hagen     | Reidar Borgersen       | Lorents Ola Aasvold    |              |
| 2012      | Reidar Borgersen         | Edvald Boasson Hagen   | Lars Petter Nordhaug   |              |
| 2013      | Edvald Boasson Hagen     | Thor Hushovd           | Reidar Borgersen       |              |
| 2014      | Reidar Borgersen         | Bjørn Tore Hoem        | Andreas Vangstad       |              |
| 2015      | Edvald Boasson Hagen     | Andreas Vangstad       | Truls Korsæth          |              |
| 2016      | Edvald Boasson Hagen     | Vegard Stake Laengen   | Andreas Vangstad       |              |
| 2017      | Edvald Boasson Hagen     | Andreas Vangstad       | Kristoffer Skjerping   |              |
| 2018      | Edvald Boasson Hagen     | Andreas Leknessund     | Kristoffer Skjerping   |              |
| 2019      | Andreas Leknessund       | Iver Knotten           | Edvald Boasson Hagen   |              |
| 2020      | Andreas Leknessund       | Tobias Foss            | Søren Wærenskjold      |              |
| 2021      | Tobias Foss              | Søren Wærenskjold      | Andreas Leknessund     |              |
| 2022      | Tobias Foss              | Søren Wærenskjold      | Truls Nordhagen        |              |
| 2023      | Søren Wærenskjold        | Iver Knotten           | Andreas Leknessund     |              |
| 2024      | Søren Wærenskjold        | Tobias Foss            | Andreas Leknessund     |              |

Multi-titrés
- 10 : Edvald Boasson Hagen
- 4 : Steffen Kjaergaard
- 3 : Thor Hushovd
- 2 : Kurt Asle Arvesen, Andreas Leknessund, Reidar Bohlin Borgersen

### Podiums du critérium
| Année | Vainqueur                 | Deuxième                  | Troisième                |
| ----- | ------------------------- | ------------------------- | ------------------------ |
| 1996  | Svein Gaute Hølestøl (no) | Hans P. Eriksen           | Rune Jogert (no)         |
| 1997  | Kurt Asle Arvesen         | Svein Gaute Hølestøl (no) | Roy Sønsterud            |
| 1998  | Stig Kristiansen          | Kurt Asle Arvesen         | Vegard Øverås Lied       |
| 1999  | Rune Jogert (no)          | Lennart Slinning          | Kai Lexberg              |
| 2000  | Svein Gaute Hølestøl (no) | Rune Jogert (no)          | Frode Flesjå (no)        |
| 2001  | Rune Jogert (no)          | Morten Hegreberg          | Kurt Asle Arvesen        |
| 2002  | Lars Breiseth             | Gabriel Rasch             | Rune Jogert (no)         |
| 2003  | Martin Vestby             | Morten Hegreberg          | Lars Breiseth            |
| 2004  | Jostein Hole              | Morten Hegreberg          | Martin Vestby            |
| 2005  | Jon Øystein Bergseth      | Håvard Nybø               | Pål Bjørke               |
| 2006  | Roy Hegreberg             | Joachim Bøhler            | Alexander Kristoff       |
| 2007  | Joachim Bøhler            | Svein Erik Vold           | Jon Einar Bergsland (de) |
| 2008  | Alexander Kristoff        | Roy Hegreberg             | Lars Petter Nordhaug     |
| 2009  | Alexander Kristoff        | Christer Rake             | Magnus Bergseth          |
| 2010  | Roy Hegreberg             | Svein Erik Vold           | Mats Lohne               |
| 2011  | Sven Erik Bystrøm         | Alexander Kristoff        | Roy Hegreberg            |
| 2012  | Kristoffer Skjerping      | Sven Erik Bystrøm         | Jon Einar Bergsland (de) |
| 2013  | Sven Erik Bystrøm         | Oscar Landa               | Frans-Leonard Markaskard |
| 2014  | Håvard Blikra             | Fredrik Galta             | August Jensen            |
| 2015  | Herman Dahl               | Håvard Blikra             | Syver Wærsted            |
| 2016  | Kristoffer Halvorsen      | Krister Hagen             | Anders Skaarseth         |
| 2017  | Kristoffer Halvorsen      | Herman Dahl               | August Jensen            |
| 2018  | Erlend Blikra             | Herman Dahl               | Sindre Haugsvær          |
| 2019  | Jonas Hvideberg           | Jon-Anders Bekken         | Martin Urianstad Bugge   |
| 2020  | Erlend Blikra             | Tord Gudmestad            | Herman Dahl              |
| 2021  | Tord Gudmestad            | Magnus Frydenlund         | Tobias Halvorsen         |
| 2022  | Martin Urianstad Bugge    | Erik Nygaard Madsen       | Tobias Halvorsen         |
| 2023  | Erlend Blikra             | Tim Edvard Pettersen      | Karsten Feldmann         |
| 2024  | Stian Fredheim            | Halvor Utengen Sandstad   | Herman Emil Eriksen      |
| 2025  | Karsten Feldmann          | Halvor Utengen Sandstad   | Olav Hjemsæter           |

Multi-titrés
- 2 : Kristoffer Halvorsen, Roy Hegreberg, Alexander Kristoff, Rune Jogert (no)

## Femmes

### Podiums de la course en ligne
| Année | Vainqueur                   | Deuxième               | Troisième              |
| ----- | --------------------------- | ---------------------- | ---------------------- |
| 1973  | May-Britt Nilsen            | Kari Horgen            | Hilde Selander         |
| 1974  | May-Britt Nilsen            | Ann-Mari Tollefsen     | Hilde Selander         |
| 1975  | May-Britt Nilsen            | Lilly-Ann Børseth      |                        |
| 1976  | May-Britt Nilsen            |                        |                        |
| 1977  | May-Britt Nilsen            |                        |                        |
| 1978  | May-Britt Nilsen            | Unni Larsen            | Nina Søbye             |
| 1979  | Bjørg Eva Jensen            | May-Britt Nilsen       | Anita Andreassen       |
| 1980  | Nina Søbye                  | May-Britt Nilsen       | Anne Carlsen           |
| 1981  | Lisbeth Korsmo              | Elisabeth Fagernes     | Nina Søbye             |
| 1982  | Nina Johnsen                | Lisbeth Korsmo         | Anne-Cathrine Andersen |
| 1983  | Nina Søbye                  |                        |                        |
| 1984  | Unni Larsen                 |                        |                        |
| 1985  | Anita Valen de Vries        | Tone Benjaminsen       |                        |
| 1986  | Tone Benjaminsen            |                        |                        |
| 1987  | Unni Larsen                 |                        |                        |
| 1988  | Unni Larsen                 |                        |                        |
| 1989  | Unni Larsen                 |                        |                        |
| 1990  | Tone Fossum                 |                        |                        |
| 1991  | Ragnhild Kostøl             |                        |                        |
| 1992  | Monica Valvik-Valen         | Tone Fossum            | May Britt Hartwell     |
| 1993  | Monica Valvik-Valen         | Ragnhild Kostøl        | May Britt Hartwell     |
| 1994  | Monica Valvik-Valen         | Gunhild Ørn            | May Britt Hartwell     |
| 1995  | Jorunn Kvalø                | May Britt Hartwell     | Wencke Aasmundsen      |
| 1996  | Ingunn Bollerud             | Ragnhild Kostøl        | Wencke Aasmundsen      |
| 1997  | Monica Valvik-Valen         | Jorunn Kvalø           | Wenche Stensvold       |
| 1998  | Monica Valvik-Valen         | Aud-Kari Berg          | Ragnhild Kostøl        |
| 1999  | Ragnhild Kostøl             | Solrun Flatås          | Cecilia Christiansen   |
| 2000  | Aud-Kari Berg               | Ingunn Bollerud        | Monica Valen           |
| 2001  | Aud-Kari Berg               | Cecilia Christiansen   | Linn Torp              |
| 2002  | Anita Valen de Vries        | Jorunn Kvalø           | Wenche Stensvold       |
| 2003  | Anita Valen de Vries        | Linn Torp              | Lene Byberg            |
| 2004  | Anita Valen de Vries        | Linn Torp              | Lene Byberg            |
| 2005  | Anita Valen de Vries        | Linn Torp              | Hege Linn Eie Vatland  |
| 2006  | Linn Torp                   | Elin Fylkesnes         | Gunn Hilleren          |
| 2007  | Kristine Saastad            | Anita Valen de Vries   | Solrun Flatås          |
| 2008  | Anita Valen de Vries        | Linn Torp              | Hege Linn Eie Vatland  |
| 2009  | Linn Torp                   | Elin Fylkesnes         | Marie Voreland         |
| 2010  | Lise Hafsø Nøstvold         | Lene Byberg            | Line Foss              |
| 2011  | Frøydis Meen Wærsted        | Emilie Moberg          | Stine Andersen Borgli  |
| 2012  | Hildegunn Gjertrud Hovdenak | Miriam Bjørnsrud       | Lise Hafsø Nøstvold    |
| 2013  | Cecilie Gotaas Johnsen      | Miriam Bjørnsrud       | Emilie Moberg          |
| 2014  | Camilla Indset Sorgjerd     | Cecilie Gotaas Johnsen | Ingrid Lorvik          |
| 2015  | Miriam Bjørnsrud            | Cecilie Gotaas Johnsen | Ingrid Lorvik          |
| 2016  | Vita Heine                  | Miriam Bjørnsrud       | Katrine Aalerud        |
| 2017  | Vita Heine                  | Katrine Aalerud        | Ingrid Lorvik          |
| 2018  | Vita Heine                  | Susanne Andersen       | Stine Borgli           |
| 2019  | Ingrid Lorvik               | Susanne Andersen       | Ingvild Gåskjenn       |
| 2020  | Mie Bjørndal Ottestad       | Vibeke Lystad          | Emilie Moberg          |
| 2021  | Vita Heine                  | Emilie Moberg          | Ingvild Gåskjenn       |
| 2022  | Malin Eriksen               | Vibeke Lystad          | Mari Hole Mohr         |
| 2023  | Susanne Andersen            | Katrine Aalerud        | Mie Bjørndal Ottestad  |
| 2024  | Mie Bjørndal Ottestad       | Emma Dyrhovden         | Katrine Aalerud        |
| 2025  | Mie Bjørndal Ottestad       | Katrine Aalerud        | Kamilla Aasebø         |

Multi-titrées
- 6 : May-Britt Nilsen
- 5 : Monica Valen-Valvik, Anita Valen-De Vries
- 4 : Unni Larsen, Vita Heine
- 2 : Aud-Kari Berg, Ragnhild Kostøl, Nina Søbye, Linn Torp

### Podiums du contre-la-montre
| Année | Vainqueur                | Deuxième               | Troisième                   |
| ----- | ------------------------ | ---------------------- | --------------------------- |
| 1976  | May Britt Nilsen         |                        |                             |
| 1977  | Unni Larsen              |                        |                             |
| 1978  | Unni Larsen              | U. Hammerstad          | May-Britt Nilsen            |
| 1979  | Bjørg Eva Jensen         |                        |                             |
| 1980  | Elisabeth Fagernes       |                        |                             |
| 1981  | Liv Hegstad              | Lisbeth Korsmo         | Elisabeth Fagernes          |
| 1982  | Unni Larsen              |                        |                             |
| 1983  | Marit Ericssen           |                        |                             |
| 1984  | Unni Larsen              |                        |                             |
| 1985  | Anita Valen              |                        |                             |
| 1986  | Unni Larsen              |                        |                             |
| 1987  | Astrid Danielsen         |                        |                             |
| 1988  | Tone Benjaminsen         |                        |                             |
| 1989  | May Britt Hartwell       |                        |                             |
| 1990  | May Britt Hartwell       |                        |                             |
| 1991  | Ingunn Bollerud          |                        |                             |
| 1992  | Monica Valvik-Valen      |                        |                             |
| 1993  | Monica Valvik-Valen      |                        |                             |
| 1994  | May Britt Hartwell       |                        |                             |
| 1995  | May Britt Hartwell       | Jorunn Kvalø           | Aud-Kari Berg               |
| 1996  | Ingunn Bollerud          | Ragnhild Kostøl        | Jorunn Kvalø                |
| 1997  | Monica Valvik-Valen      | Jorunn Kvalø           | Solrun Flatås               |
| 1998  | Wenche Stensvold         | Monica Valvik-Valen    | Jorunn Kvalø                |
| 1999  | Solrun Flatås            | Wenche Stensvold       | Anne-Kristine Tyssø         |
| 2000  | Wenche Stensvold         | Solrun Flatås          | Ingunn Bollerud             |
| 2001  | Solrun Flatås            | Jorunn Kvalø           | Gunn-Rita Dahle Flesjå      |
| 2002  | Solrun Flatås            | Anita Valen-De Vries   | Wenche Stensvold            |
| 2003  | Anita Valen              | Linn Torp              | Camilla Hott Johansen       |
| 2004  | Anita Valen              | Anette Lysebo          | Camilla Hott Johansen       |
| 2005  | Anita Valen              | Camilla Hott Johansen  | Gunn Hilleren               |
| 2006  | Anny Hauglid             | Camilla Hott Johansen  | Gunn Hilleren               |
| 2007  | Anita Valen              | Elin Fylkesnes         | Gunn Hilleren               |
| 2008  | Anita Valen              | Elin Fylkesnes         | Anny Hauglid                |
| 2009  | Gunn Hilleren            | Bjørg Eva Jensen       | Elin Fylkesnes              |
| 2010  | Gunn Hilleren            | Elin Fylkesnes         | Thrude Karlsen Natholmen    |
| 2011  | Camilla Hott Johansen    | Bjørg Eva Jensen       | Lise Nøstvold               |
| 2012  | Lise Nøstvold            | Cecilie Gotaas Johnsen | Tina Andreassen             |
| 2013  | Tina Andreassen          | Cecilie Gotaas Johnsen | Hildegunn Gjertrud Hovdenak |
| 2014  | Thrude Karlsen Natholmen | Tina Andreassen        | Cecilie Gotaas Johnsen      |
| 2015  | Cecilie Gotaas Johnsen   | Marie Elise Ommundsen  | Thrude Karlsen Natholmen    |
| 2016  | Vita Heine               | Cecilie Gotaas Johnsen | Miriam Bjørnsrud            |
| 2017  | Vita Heine               | Thea Thorsen           | Katrine Aalerud             |
| 2018  | Line Marie Gulliksen     | Thea Thorsen           | Vita Heine                  |
| 2019  | Vita Heine               | Katrine Aalerud        | Line Marie Gulliksen        |
| 2020  | Katrine Aalerud          | Vita Heine             | Elise Marie Olsen           |
| 2021  | Katrine Aalerud          | Vita Heine             | Mie Bjørndal Ottestad       |
| 2022  | Ane Iversen              | Katrine Aalerud        | Marte Berg Edseth           |
| 2023  | Mie Bjørndal Ottestad    | Ane Iversen            | Emma Dyrhovden              |
| 2024  | Katrine Aalerud          | Mie Bjørndal Ottestad  | Sigrid Ytterhus Haugset     |
| 2025  | Katrine Aalerud          | Mie Bjørndal Ottestad  | Sigrid Ytterhus Haugset     |

Multi-titrées
- 5 : Anita Valen-De Vries, Unni Larsen
- 4 : May Britt Hartwell
- 3 : Solrun Flatås, Unni Larsen, Monica Valen-Valvik, Vita Heine, Katrine Aalerud
- 2 : Gunn Hilleren, Wenche Stensvold, Ingunn Bollerud

## Espoirs Hommes

### Podiums de la course en ligne
| Année | Vainqueur              | Deuxième                   | Troisième                  |
| ----- | ---------------------- | -------------------------- | -------------------------- |
| 2003  | Per Lund               | Andreas Molandsveen        | Roy Hegreberg              |
| 2004  | Håvard Nybø            |                            |                            |
| 2005  | Lars Petter Nordhaug   | Christopher Myhre (no)     | Svein Erik Vold            |
| 2006  | Anders Hvideberg       |                            |                            |
| 2007  | Frederik Wilmann       | Stian Sommerseth           | Edvald Boasson Hagen       |
| 2008  | Ole Jørgen Jensen (de) | Håkon Stokka               | Adrian Gjølberg            |
| 2009  | Alexander Kristoff     | Johan Fredrik Ziesler      | Vegard Robinson Bugge      |
| 2010  | Magnus Børresen        | Vegard Robinson Bugge      | Daniel Egeland Jarstø (de) |
| 2011  | Vegard Robinson Bugge  | Vegard Laengen             | Christian Hannestad        |
| 2012  | August Jensen          | Sven Erik Bystrøm          | Max Emil Kørner            |
| 2013  | Kristoffer Skjerping   | Kristian Dyrnes (no)       | Sven Erik Bystrøm          |
| 2014  | Sondre Holst Enger     | Andreas Erland             | Fredrik Strand Galta       |
| 2015  | Odd Christian Eiking   | Truls Engen Korsæth        | Anders Skaarseth           |
| 2016  | Amund Grøndahl Jansen  | Kristoffer Halvorsen       | Markus Hoelgaard           |
| 2017  | Anders Skaarseth       | Torstein Træen             | Rasmus Tiller              |
| 2018  | Torjus Sleen           | Iver Skaarseth             | Syver Wærsted              |
| 2019  | Idar Andersen          | Andreas Staune-Mittet      | Erik Ysland                |
| 2020  | Martin Urianstad       | Anders Halland Johannessen | Andreas Leknessund         |
| 2021  | Tord Gudmestad         | Tim Edvard Pettersen       | Vebjørn Rønning            |
| 2022  | Søren Wærenskjold      | Johannes Staune-Mittet     | Sebastian Kirkedam Larsen  |
| 2023  | Pas organisé           | Pas organisé               | Pas organisé               |
| 2024  | Halvor Dolven          | Eirik Vang Aas             | Martin Solhaug Hansen      |

### Podiums du contre-la-montre
| Année | Vainqueur           | Deuxième             | Troisième             |
| ----- | ------------------- | -------------------- | --------------------- |
| 2015  | Truls Engen Korsæth | Sindre Eid Hermansen | Bjørnar Øverland      |
| 2016  | Tobias Foss         | Bjørnar Øverland     | Amund Grøndahl Jansen |

## Juniors Hommes

### Podiums de la course en ligne
| Année | Vainqueur                    | Deuxième                | Troisième               |
| ----- | ---------------------------- | ----------------------- | ----------------------- |
| 1962  | Arvid Sørensen               |                         |                         |
| 1963  | Bjarne Westmo                |                         |                         |
| 1964  | Jack Roar Johnsen            |                         |                         |
| 1965  | Bjarte Bruland               |                         |                         |
| 1966  | Arne Sporild                 |                         |                         |
| 1967  | Knut Knudsen                 |                         |                         |
| 1968  | Per Nilsen                   |                         |                         |
| 1969  | Knut Bøe                     |                         |                         |
| 1970  | Jan Martin Aaberg            |                         |                         |
| 1971  | Svein Langholm (en)          |                         |                         |
| 1972  | Bjørn Bilstad (de)           |                         |                         |
| 1973  | Harald Tiedemann Hansen (no) |                         |                         |
| 1974  | Jan Georg Iversen (no)       |                         |                         |
| 1975  | Asbjørn Kristiansen          |                         |                         |
| 1976  | Hans Petter Ødegård (no)     |                         |                         |
| 1977  | Dag Erik Pedersen            |                         |                         |
| 1978  | Geir Dahlen (no)             |                         |                         |
| 1979  | Morten Dyrkorn               |                         |                         |
| 1980  | Odd Hugo Hallen              |                         |                         |
| 1981  | Torjus Larsen                |                         |                         |
| 1982  | Atle Pedersen                |                         |                         |
| 1983  | Jon A. Bøe                   |                         |                         |
| 1984  | Jan Erik Fjotland            |                         |                         |
| 1985  | Richard Rom Hansen           |                         |                         |
| 1986  | Jørgen Pettersen             |                         |                         |
| 1987  | Knut Erik Nordengen          |                         |                         |
| 1988  | Roar Skaane (no)             |                         |                         |
| 1989  | Bernt I. Andersen            |                         |                         |
| 1990  | Trond Bjerkeli               |                         |                         |
| 1991  | Helge Hegerland              |                         |                         |
| 1992  | Thomas Nordahl               |                         |                         |
| 1993  | Dag Erik Ysland              |                         |                         |
| 1994  | Roy Sonsterud                |                         |                         |
| 1995  | Morten Hegreberg             |                         |                         |
| 1996  | Thor Hushovd                 |                         |                         |
| 1997  | Stig Sverre Holmsen          |                         |                         |
| 1998  | Lars Breiseth                |                         |                         |
| 1999  | Per Martin Lund              |                         |                         |
| 2000  | Andreas Molandsveen          |                         |                         |
| 2001  | Christopher Myhre (no)       | Anders Christiansen     | Andreas Molandsveen     |
| 2002  | Leonard Snoeks               |                         |                         |
| 2003  | Håkon Lilland                |                         |                         |
| 2004  | Edvald Boasson Hagen         | Håkon Lilland           | Christoffer Berggren    |
| 2005  | Edvald Boasson Hagen         | Sten Stenersen          | Anders Lund             |
| 2006  | Sten Stenersen               | Stian Aarud             | Håkon Stokka            |
| 2007  | Joakim Gunnerud              | Torstein Barkved        | Tor Flugstad            |
| 2008  | Daniel Gomnes (de)           | Johannes Andås          | Johan Ziesler           |
| 2009  | Alexander Hervåg             | Anders Tombre Pettersen | Jaran Nilsen            |
| 2010  | Daniel Hoelgaard             | Kristoffer Skjerping    | Sven Erik Bystrøm       |
| 2011  | Oscar Landa                  | Daniel Hoelgaard        | Kristoffer Skjerping    |
| 2012  | Fridtjof Røinås              | Oskar Svendsen          | Markus Hoelgaard        |
| 2013  | Marius Sylta                 | Anders Skaarseth        | Ole Forfang             |
| 2014  | Martin Vangen                | Erlend Blikra           | Tobias Foss             |
| 2015  | Tobias Foss                  | Iver Knotten            | Torjus Sleen            |
| 2016  | Joakim Kjemhus               | Håkon Aalrust           | Erik Ysland             |
| 2017  | Idar Andersen                | Andreas Leknessund      | Søren Wærenskjold       |
| 2018  | Tord Gudmestad               | Erlend Litlere          | Fredrik Finnesand       |
| 2019  | Sakarias Løland              | Dennis Gråsvold         | Embret Svestad-Bårdseng |
| 2020  | Per Strand Hagenes           | Tim Edvard Pettersen    | Daniel Vold             |
| 2021  | Per Strand Hagenes           | Ola Sylling             | Even Thorvaldsen        |
| 2022  | Tobias Nakken                | Oliver Aukland          | Jesper Stiansen         |
| 2023  | Mikal Uglehus                | Felix Ørn-Kristoff      | Jakob Andreas Jakobsen  |
| 2024  | Henrik Vea Johnsen           | Vetle Gilje Lygra       | Sondre Elias Skjolden   |
| 2025  | Telman Tronstad Tveit        | Sindre Orholm-Lønseth   | Kristian Haugetun       |

Multi-titrés
- 2 : Edvald Boasson Hagen, Per Strand Hagenes

### Podiums du contre-la-montre
| Année | Vainqueur               | Deuxième                  | Troisième                  |
| ----- | ----------------------- | ------------------------- | -------------------------- |
| 1962  | Thorleif Andresen       |                           |                            |
| 1963  | Jack Roar Johnsen       |                           |                            |
| 1964  | Thore Pedersen          |                           |                            |
| 1965  | Bjarte Bruland          |                           |                            |
| 1966  | Bjarte Bruland          |                           |                            |
| 1967  | Nils B. Algerøy         |                           |                            |
| 1968  | Terje Lersveen          |                           |                            |
| 1969  | Ivar Aarnes             |                           |                            |
| 1970  | Ragnar Gjermundstad     |                           |                            |
| 1971  | Robert Langvik          |                           |                            |
| 1972  | Vidar Syversen          |                           |                            |
| 1973  | Geir Digerud            |                           |                            |
| 1974  | Tor Hansen              |                           |                            |
| 1975  | Tor Hansen              |                           |                            |
| 1976  | Kjell Johs. Torgunrud   |                           |                            |
| 1977  | Dag Erik Pedersen       |                           |                            |
| 1978  | Arnstein Raunehaug (no) |                           |                            |
| 1979  | Alf Skaugerud           |                           |                            |
| 1980  | Arne Ole Vold           |                           |                            |
| 1981  | Johnny Solhaug          |                           |                            |
| 1982  | Tom Knudsen             |                           |                            |
| 1983  | Tom Knudsen             |                           |                            |
| 1984  | Kjetil Kristiansen      |                           |                            |
| 1985  | Kjetil Kristiansen      |                           |                            |
| 1986  | Finn Vegard Nordhagen   |                           |                            |
| 1987  | Bjørn Stenersen         |                           |                            |
| 1988  | Bjørn Stenersen         |                           |                            |
| 1989  | Johnny Sæther (en)      |                           |                            |
| 1990  | Trond Bjerkeli          |                           |                            |
| 1991  | Steffen Kjærgaard       |                           |                            |
| 1992  | Henning Orre            |                           |                            |
| 1993  | Ib Jensen               |                           |                            |
| 1994  | Ole Petter Hungerholdt  |                           |                            |
| 1995  | Thor Hushovd            |                           |                            |
| 1996  | Thor Hushovd            |                           |                            |
| 1997  | Lars Breiseth           |                           |                            |
| 1998  | Reidar Steinsland       |                           |                            |
| 1999  | Kristian Ellertsen      |                           |                            |
| 2000  | Stian A. Risberg        |                           |                            |
| 2001  | Lars Petter Nordhaug    | Andreas Molandsveen       | Anders Christiansen        |
| 2002  | Harald Andre Moen       |                           |                            |
| 2003  | Leonard Snoeks          |                           |                            |
| 2004  | Håkon Lilland           | Edvald Boasson Hagen      | Martin Lundberg            |
| 2005  | Edvald Boasson Hagen    | Alexander Kristoff        | Anders Lund                |
| 2006  | Ole Haavardsholm        | Thomas Bødtker            | Joakim Gunnerud            |
| 2007  | Ole Haavardsholm        | Ingar Stokstad            | Vegard Robinson Bugge      |
| 2008  | Vegard Breen            | Filip Eidsheim            | Johan Ziesler              |
| 2009  | Alexander Randin        | Stian Saugstad (no)       | Marius Hafsås              |
| 2010  | Phan Åge Haugård (no)   | Håkon Berger              | Sindre Heid Hermansen      |
| 2011  | Kristoffer Skjerping    | Truls Engen Korsæth       | Sondre Holst Enger         |
| 2012  | Oskar Svendsen          | Amund Grøndahl Jansen     | Markus Hoelgaard           |
| 2013  | Sverre Fredriksen       | Marius Westgaard          | Martin Vangen              |
| 2014  | Erlend Blikra           | Tobias Foss               | Didrik Bjerk               |
| 2015  | Tobias Foss             | Torjus Sleen              | Hans Kristian Rudland (en) |
| 2016  | Iver Knotten            | Andreas Leknessund        | Even Fløystad              |
| 2017  | Andreas Leknessund      | Søren Wærenskjold         | André Heggo                |
| 2018  | Søren Wærenskjold       | Daniel Årnes              | Ådne Holter                |
| 2019  | Johannes Staune-Mittet  | Tomas Sundlisæter         | Oskar Myrestøl Johansson   |
| 2020  | Per Strand Hagenes      | Johannes Staune-Mittet    | Truls Nordhagen            |
| 2021  | Trym Holter             | Per Strand Hagenes        | Trym Brennsæter            |
| 2022  | Jørgen Nordhagen        | Tobias Skretting          | Storm Ingebrigtsen         |
| 2023  | Jørgen Nordhagen        | Andreas Flaatten          | Georg Rydningen            |
| 2024  | Felix Ørn-Kristoff      | Nikolai Rysletten-Solvoll | Marius Innhaug Dahl        |
| 2025  | Håkon Øksnes            | Sindre Orholm-Lønseth     | Ola Herheim                |

Multi-titrés
- 2 : Jørgen Nordhagen, Ole Haavardsholm, Thor Hushovd, Bjørn Stenersen, Tom Knudsen, Tor Hansen, Bjarte Bruland, Tor Hansen

### Podiums du critérium
| Année     | Vainqueur            | Deuxième                 | Troisième              |
| --------- | -------------------- | ------------------------ | ---------------------- |
| 1996      | Anders Linnestad     |                          |                        |
| 1997      | Stig Sverre Holmsen  |                          |                        |
| 1998      | Lars Breiseth        |                          |                        |
| 1999      | Per Martin Lund      |                          |                        |
| 2000      | Andreas Molandsveen  |                          |                        |
| 2001      | Anders Christiansen  | Lars Petter Nordhaug     | Espen Jogert           |
| 2002      | Svein Erik Vold      |                          |                        |
| 2003      | Svein Erik Vold      | Stian Sommerseth         | Vegard Lien Kvelstad   |
| 2004      | Alexander Kristoff   | Edvald Boasson Hagen     | Christian Udgaard      |
| 2005      | Sten Stenersen       |                          |                        |
| 2006      | Ken Vassdal          |                          |                        |
| 2007      | Christer Jensen      | Marius Hageengen         | Jonas Gullingsrud      |
| 2008      | Christer Jensen      | Johan Ziesler            | Daniel Gomnes (de)     |
| 2009-2011 | ?                    | ?                        | ?                      |
| 2012      | Fridtjof Røinås      | Markus Hoelgaard         | Petter Schmidt         |
| 2013      | Kristoffer Halvorsen | Sverre Fredriksen        | Marius Westgaard       |
| 2014      | Marius Skjolden      | Tobias Foss              | Kristoffer Madsen (nl) |
| 2015      | Sedrik Ullebø        | Sondre Vikøyr            | Jonatan Frøyland       |
| 2016      | Ludvik Holstad       | Ådne Ihle                | Jonas Hvideberg        |
| 2017      | Søren Wærenskjold    | Mikkel Eide              | Olav Hjemsæter         |
| 2018      | Tobias Halvorsen     | Søren Wærenskjold        | Joakim Frafjord        |
| 2019      | Thristan Ullebø      | Embret Svestad-Bårdseng  | Dennis Gråsvold        |
| 2020      | Stian Fredheim       | Magnus Sørbø             | Tim Edvard Pettersen   |
| 2021      | Jon Rye-Johnsen      | Oliver Aukland           | Sverre Litlere         |
| 2022      | Mikal Uglehus        | Simen Evertsen-Hegreberg | Tobias Nakken          |
| 2023      | Herman Emil Eriksen  | Jørgen Nordhagen         | Thomas Eriksen         |
| 2024      | Felix Ørn-Kristoff   | Marius Innhaug Dahl      | Anders Wæhre           |
| 2025      | Elias Gran Hermansen | Aksel Kalgraff Håkonsund | Bernhard Sommerseth    |

Multi-titrés
- 2 : Svein Erik Vold, Christer Jensen

### Podiums du contre-la-montre par équipes
| Année | Vainqueur                                                                                        | Deuxième                                                  | Troisième                                                 |
| ----- | ------------------------------------------------------------------------------------------------ | --------------------------------------------------------- | --------------------------------------------------------- |
| 1962  | Hans Skalstad (de) Rolf Andersen Egil Brathen Geir Rogstad                                       |                                                           |                                                           |
| 1963  | Jack Roar Johnsen Jan Ottesen Otto Kristiansen Knut H. Olsen                                     |                                                           |                                                           |
| 1964  | Tomas Hegseth Ole R. Vold Jan A. Karlsnes Edvard Øfsti                                           |                                                           |                                                           |
| 1965  | Ole R. Vold Thorstein Ertsgaard Aage Vold Olav Aune                                              |                                                           |                                                           |
| 1966  | Nils B. Algerøy Thorbjørn Dybdahl Gaute Nygård Vidar Sørensen                                    |                                                           |                                                           |
| 1967  | Nils B. Algerøy Korleif Vatne Jan P. Kvalevåg Gaute Nygård                                       |                                                           |                                                           |
| 1968  | Torbjørn Holt Terje Haugen Reidar Vestby Atle Erlandsen                                          |                                                           |                                                           |
| 1969  | Jostein Hegreberg Arve Breen Dagfinn Aksnes Arne Gjæringen                                       |                                                           |                                                           |
| 1970  | Robert Langvik Øivind Tveter Tore Lysebo Svein R. Johnsen                                        |                                                           |                                                           |
| 1971  | Robert Langvik Øivind Tveter Tore Lysebo Ivar Nilsen                                             |                                                           |                                                           |
| 1972  | Bjørn Bilstad (de) Jon Rangfred Hanssen (no) Harald Tiedemann Hansen (no) Jan Georg Iversen (no) |                                                           |                                                           |
| 1973  | Jon Rangfred Hanssen (no) Jan Georg Iversen (no) Harald Tiedemann Hansen (no) Svein Vala         |                                                           |                                                           |
| 1974  | Jon Rangfred Hanssen (no) Jan Georg Iversen (no) Harald Tiedemann Hansen (no) Svein Vala         |                                                           |                                                           |
| 1975  | Tor Hansen Richard Kolbræk Asbjørn Kristiansen Per Arne Enholm                                   |                                                           |                                                           |
| 1976  | Morten Sæterhaug Per J. Aune Arve Grøtte Alf Grøtte                                              |                                                           |                                                           |
| 1977  | Tor Jamne Gunnar Herdlever Gunnar Bondevik Cato Lothe                                            |                                                           |                                                           |
| 1978  | Kjetil Fosse Edvin Fuglestad Terje Kjelsnes Alf Skaugerud                                        |                                                           |                                                           |
| 1979  | Kjetil Fosse Alf Skaugerud Ole Tegnstad Rune Fjellanger                                          |                                                           |                                                           |
| 1980  | Kjetil Fosse Alf Skaugerud Ole Tegnstad Gunvald Klepp                                            |                                                           |                                                           |
| 1981  | Torjus Larsen Johnny Solhaug Arnstein Hope Tore Mathisen                                         |                                                           |                                                           |
| 1982  | Torjus Larsen Arnstein Hope Tore Mathisen Odd Inge Erlandsen                                     |                                                           |                                                           |
| 1983  | Jørn Skaane (no) Tom Vassdal Ole F. Knutsen Terje Korsfjell                                      |                                                           |                                                           |
| 1984  | Richard Rom Hansen Geir Enberg Jahn Gulbrandsen Oddbjørn Ericssen                                |                                                           |                                                           |
| 1985  | André Schau Vegard Christiansen Sture Kristiansen Yngve Finkenhagen                              |                                                           |                                                           |
| 1986  | Pål Hisdal Knut Kolbeinshavn Tormod Nilsen Bjørn Stenhaug                                        |                                                           |                                                           |
| 1987  | Fredrik Lamo Glenn R. Skjolden Tore Myhre Karl Erik Nordengen                                    |                                                           |                                                           |
| 1988  | ?                                                                                                | ?                                                         | ?                                                         |
| 1989  | Johnny Sæther (en) Terje Bjerkeli Trond Bjerkeli Sverre Tyrhaug                                  |                                                           |                                                           |
| 1990  | Steffen Kjærgaard Frode Jensen Henning Orre Bjørn Andre Grubbli                                  |                                                           |                                                           |
| 1991  | Helge Hegerland Sven Sigmund Ledaal Frode Flesjå (no)                                            |                                                           |                                                           |
| 1992  | Stian Braathen Ketil Bjelland Eskil Olsen                                                        |                                                           |                                                           |
| 1993  | Ib Jensen Ketil Bjelland Eskil Olsen                                                             |                                                           |                                                           |
| 1994  | Gabriel Rasch Mads Kaggestad Ole Petter Hungerholdt                                              |                                                           |                                                           |
| 1995  | Mads Kaggestad Ole Petter Hungerholdt Tommy Jensen                                               |                                                           |                                                           |
| 1996  | Kenneth Flesjå Tore Valskår Øyvind Dybing                                                        |                                                           |                                                           |
| 1997  | Frank Pedersen Raymond Gjæringen Tore Berntsen                                                   |                                                           |                                                           |
| 1998  | Per Martin Lund Lars Bergerud Tore Bekken                                                        |                                                           |                                                           |
| 1999  | Per Martin Lund Kjetil Groven Loitegard Tore Bekken                                              |                                                           |                                                           |
| 2000  | ?                                                                                                | ?                                                         | ?                                                         |
| 2001  | Christopher Myhre (no) Espen Jogert Anders Christiansen                                          |                                                           |                                                           |
| 2002  | ?                                                                                                | ?                                                         | ?                                                         |
| 2003  | Svein Erik Vold Arnt Ove Fordal Andreas Fossen                                                   |                                                           |                                                           |
| 2004  | ?                                                                                                | ?                                                         | ?                                                         |
| 2005  | Alexander Kristoff Christer Rake Sten Stenersen                                                  |                                                           |                                                           |
| 2006  | Anders Lund Sondre Sørtveit Ken Sebastian Vassdal                                                |                                                           |                                                           |
| 2007  | Ingar Stokstad Joakim Gunnerud Stian Berger Larsen                                               | Vegard Robinson Bugge Adrian Gjølberg Niklas Åkvik        | Krister Hagen Mats Lohne Johannes Andås                   |
| 2008  | Jo Kogstad Ringheim (de) Stian Saugstad (no) Ola Elfmark                                         | Vegard Breen Alexander Randin Alexander Hervåg            | Johan Ziesler Kent Aadnøy Ole Martin Ølmheim              |
| 2009  | ?                                                                                                | ?                                                         | ?                                                         |
| 2010  | Sven Erik Bystrøm Fredrik Strand Galta Kristian Bakkan Vika                                      | Sondre Holst Enger Sindre Eid Hermansen Morten Jægersborg | Hans Petter Berntzen Håkon Berger Fredrik Haraldseth (en) |
| 2011  | Sondre Holst Enger Kristoffer Skjerping Sindre Eid Hermansen                                     | Oscar Landa Tormod Hausken Jacobsen Bjørn William Strand  | Daniel Hoelgaard Christian Ziesler Sondre Ekkje Kaavik    |
| 2012  | Oskar Svendsen Njål Kleiven Sivert Fandrem                                                       | Markus Hoelgaard Even Rege Dag Erik Fjeldheim             | Fridtjof Røinås Thomas Larsen Kristian Myrestøl Johansen  |
| 2013  | Volrath Robinson Bugge Eivind Rømcke Marius Westgaard                                            | Syver Wærsted Jonas Abrahamsen Henrik Roe                 | Kristoffer Madsen (nl) Sivert Broll Henrik Sandal         |
| 2014  | Tobias Foss Rasmus Tiller Hans Kristian Rudland (en)                                             | Syver Wærsted Frederik Steen Henrik Roe                   | Kristoffer Madsen (nl) Andreas Jacobsen Halvard Sælemyr   |
| 2015  | Tobias Foss Hans Kristian Rudland (en) Petter Fagerhaug                                          | Iver Knotten Torjus Sleen Jon-Anders Bekken               | Karl Tronstad Sondre Vikøyr Erik Øverland                 |
| 2016  | Iver Knotten Jon-Anders Bekken Mads Eikeland Mollestad                                           | Andreas Leknessund Sindre Kulset Tore Andre Vabø          | Iver Skaarseth Sebastian Heldahl Ludvik Holstad           |
| 2017  | Andreas Leknessund Søren Wærenskjold Andre Heggø                                                 | Olav Hjemsæter Ådne Ihle Kristian Klevjer                 | Simon Holstad Mathias Johannessen Daniel Årnes            |
| 2018  | Søren Wærenskjold Sakarias Koller Løland Mathias Skretteberg                                     | Vegard Stokke Sebastian Bruhn Vegard Løvdal               | Martin Tjøtta Sindre Hvesser Brein Marcus Korsnes         |
| 2019  | Johannes Staune-Mittet Truls Nordhagen Sindre Sagbakken                                          | Eirik Vang Aas Kristoffer Ringen Tomas Sundlisæter        | Felix Hegreberg Andreas Hjørnevik Magnus Sørbø            |
| 2020  | Johannes Staune-Mittet Truls Nordhagen Niclas Holt                                               | Per Strand Hagenes Johan Ravnøy Emil Skår                 | Trym Brennsæter Stian Fredheim Embret Svestad-Bårdseng    |
| 2021  | Per Strand Hagenes Johan Ravnøy Emil Skår                                                        | Trym Brennsæter Stian Fredheim Jon Rye-Johnsen            | Tobias Alvestad Niclas Holt Even Thorvaldsen              |
| 2022  | Jørgen Nordhagen Herman Emil Eriksen Kasper Haugland                                             | Sander Nistad Stien Mikal Uglehus Tord Wikander           | Casper Rode Tobias Skretting Jakob Andreas Jakobsen       |